# Mesterholdenes Europa Cup i håndbold 1980-81 (mænd)
Mesterholdenes Europa Cup i håndbold 1980–81 for mænd var den 21. udgave af Mesterholdenes Europa Cup i håndbold for mænd. Turneringen havde deltagelse af 27 klubhold, som sæsonen forinden var blevet nationale mestre, samt den vesttyske sølvvinder VfL Gummersbach, idet det vesttyske mesterhold TV Großwallstadt allerede var kvalificeret til turneringen som forsvarende mester. Turneringen blev afviklet som en cupturnering, hvor opgørene blev afgjort over to kampe (ude og hjemme).
Turneringen blev vundet af SC Magdeburg fra Østtyskland, som i finalen over to kampe besejrede RD Slovan fra Ljubljana, Jugoslavien med 52-47. Det var anden gang at SC Magdeburg vandt Mesterholdenes Europa Cup – første gang var i sæsonen 1977-78.
Danmarks repræsentant i turneringen var Aarhus KFUM, som blev slået ud i ottendedelsfinalen af FC Barcelona, som vandt med 44-34 over to kampe.

## Resultater

### 1/16-finaler
| Dato   | Dato   | Hjemmehold i 1. kamp  | Udehold i 1. kamp          | Resultat | Resultat | Resultat |
| 1.kamp | 2.kamp | Hjemmehold i 1. kamp  | Udehold i 1. kamp          | Samlet   | 1.kamp   | 2.kamp   |
| ------ | ------ | --------------------- | -------------------------- | -------- | -------- | -------- |
| 9.10.  | ?      | SC Magdeburg          | ASKÖ Linz                  | 65–39    | 35-18    | 30-21    |
| ?      | ?      | VfL Gummersbach       | NCR Blauw-Wit              | 42–29    | 25-13    | 17-16    |
| ?      | ?      | HB Dudelange          | Sporting Neerpelt          | ?–?      | 24-26    | ?-?      |
| ?      | ?      | Kristiansand IF       | LUGI                       | ?–?      | ?-?      | 17-24    |
| ?      | ?      | Vestmanna ÍF          | Brentwood HC               | ?–?      | ?-?      | ?-?      |
| 9.10.  | ?      | Tatabányai Bányász SC | Beşiktaş JK                | ?–?      | 49-16    | ?-?      |
| ?      | 19.10. | BSV Bern              | Sporting Clube de Portugal | 46–33    | 26-12    | 20-21    |
| ?      | ?      | Volani Rovereto       | Stella Sports St. Maur     | ?–?      | ?-?      | ?-?      |
| ?      | ?      | Hutnik Krakow         | CSKA Moskva                | 48–52    | 26-26    | 22-26    |
| ?      | ?      | BK-46                 | Aarhus KFUM                | 30–62    | 18-25    | 12-37    |
| 12.10. | ?      | RD Slovan             | VIF G.Dimitrov Sofia       | 48–36    | 30-16    | 18-20    |
| ?      | ?      | Steaua Bucuresti      | Maccabi Petah Tikva        | 62–27    | 34-17    | 28-10    |

### 1/8-finaler
| Dato   | Dato   | Hjemmehold i 1. kamp   | Udehold i 1. kamp     | Resultat | Resultat | Resultat |
| 1.kamp | 2.kamp | Hjemmehold i 1. kamp   | Udehold i 1. kamp     | Samlet   | 1.kamp   | 2.kamp   |
| ------ | ------ | ---------------------- | --------------------- | -------- | -------- | -------- |
| 6.12.  | 13.12. | SC Magdeburg           | VfL Gummersbach       | 35–28    | 19-12    | 16-16    |
| ?      | ?      | Dukla Praha            | Sporting Neerpelt     | 49–30    | 29-16    | 20-14    |
| ?      | ?      | LUGI                   | Vestmanna ÍF          | 69–40    | 30-19    | 39-21    |
| 3.12.  | 10.12. | Víkingur               | Tatabányai Bányász SC | 43–43    | 21-20    | 22-23    |
| 7.12.  | 14.12. | TV Grosswallstadt      | BSV Bern              | 43–30    | 22-90    | 21-21    |
| 6.12.  | 7.12.  | Stella Sports St. Maur | CSKA Moskva           | 39–53    | 19-24    | 20-29    |
| 6.12.  | 15.12. | FC Barcelona           | Aarhus KFUM           | 44–34    | 26-16    | 18-18    |
| 6.12.  | ?      | Steaua Bucuresti       | RD Slovan             | 39–40    | 20-18    | 19-22    |

### Kvartfinaler
| Dato   | Dato   | Hjemmehold i 1. kamp | Udehold i 1. kamp | Resultat | Resultat | Resultat |
| 1.kamp | 2.kamp | Hjemmehold i 1. kamp | Udehold i 1. kamp | Samlet   | 1.kamp   | 2.kamp   |
| ------ | ------ | -------------------- | ----------------- | -------- | -------- | -------- |
| ?      | ?      | SC Magdeburg         | Dukla Praha       | 42–37    | 19-17    | 23-20    |
| 18.1.  | 25.1.  | Víkingur             | LUGI              | 33–34    | 16-17    | 17-17    |
| 19.1.  | ?      | CSKA Moskva          | TV Grosswallstadt | 45–35    | 21-15    | 24-20    |
| 19.1.  | 26.1.  | FC Barcelona         | RD Slovan         | 39–40    | 20-18    | 19-22    |

### Semifinaler
| Dato   | Dato   | Hjemmehold i 1. kamp | Udehold i 1. kamp | Resultat | Resultat | Resultat |
| 1.kamp | 2.kamp | Hjemmehold i 1. kamp | Udehold i 1. kamp | Samlet   | 1.kamp   | 2.kamp   |
| ------ | ------ | -------------------- | ----------------- | -------- | -------- | -------- |
| ?      | ?      | SC Magdeburg         | LUGI              | 46–38    | 20-18    | 26-20    |
| ?      | ?      | CSKA Moskva          | RD Slovan         | 47–50    | 25-21    | 22-29    |

### Finale
| Dato   | Dato   | Hjemmehold i 1. kamp | Udehold i 1. kamp | Resultat | Resultat | Resultat |
| 1.kamp | 2.kamp | Hjemmehold i 1. kamp | Udehold i 1. kamp | Samlet   | 1.kamp   | 2.kamp   |
| ------ | ------ | -------------------- | ----------------- | -------- | -------- | -------- |
| ?      | ?      | SC Magdeburg         | RD Slovan         | 52–47    | 23-25    | 29-18    |